# 와키타 준

와키타 준(일본어: 脇田潤 와키타 쥰[*], 1974년8월 23일 ~ )은 주식회사 코나미 디지털 엔터테인먼트 소속의 게임 음악 작곡가이다. 사이타마 현립 가와고에 고등학교 (埼玉県立川越高等学校)를 졸업한 후, 와세다 대학, 코나미 스쿨을 거쳐 코나미에 입사하였다.

## 대표 곡
대학시절에 소속해 있던 음악 써클에서 얻은 인맥을 활용한 악곡이 많다. 괄호속의 내용은 게임상에서 표시되는 명의이다.

### beatmania IIDX
- OVER THE CLOUDS （Lala Moore）
- Regulus （DJ.W）
- Linus （LEGO STUDIO）
- Spica （D.JW）
- murmur twins （yu_tokiwa.djw）
- moon_child （少年ラジオ）
- Make A Difference （Lala Moore with CoCoRo*Co）
- Lucy （ELE BLOCK）
- Votum stellarum （iconoclasm） - dj TAKA와의 합작
- perditus†paradisus（iconoclasm） - dj TAKA와의 합작
- ピアノ協奏曲第1番“蠍火”（virkato）
- garden （青野りえ）
- Little Little Princess （SHRINE 418） - Handsome JET Project와의 합작, 토키와 유우가 보컬을 맡았다.
- Ganymede （玄武）
- smile (miru_maki.gjw)
- 少年A（少年ラジオ）- 앨범 선행곡.（원곡의 DJ.AMURO작곡의 A)
- oratio（蓑舞衆）
- 卑弥呼 (朱雀VS玄武) - DJ Yoshitaka와의 합작

### pop'n music
- カモミール・バスルーム （조반 유）
- Votum stellarum （iconoclasm） - dj TAKA와의 합작
- murmur twins (guitar pop ver.) (yu_tokiwa.djw merge scl.gtr) - murmur twins를 good-cool과 같이 편곡.
- 僕の飛行機 （미야나가 야요이)
- 怒れる大きな白い馬 （Morning Blue Dragon）
- ポップミュージック論 （ギラギラメガネ団） - 미즈노 토시히로시,세키구치 유스케(セキ-),이시이 사카에(ギラギラ)과의 합작
- hora de verdad （Vandalusia改） - Vandalusia改는 Ryu☆와의 유닛이다.
- 踊るフィーバーロボ （ダニエル&eimyとよしくん）（작곡시 명의는 八戸亀生裸）
- ロクブテ　（水玉フミッパーズ)
- なつやすみのぼうけん（5年3組アンサンブルクラブ）
- Votum stellarum -forest #25 RMX-（iconoclasm） - dj TAKA가 REMIX하였다. 곡중의 피아노 담당.
- neu (少年ラジオ)
- カーニバルの主題による人形のためのいびつな狂想曲 （楽士カンタビレオ）- TOMOSUKE의 포픈 카니발 마치의 어레인지곡.
- World Spider Web ((Wly) & The hampatensions)
- chilblain （Glaring Radiokids）
- Little Rock Overture（惑星計画） - 작사·노래: 스기모토 기요타카
- 背水之陣 (스와 히데오) - 노래: 원히로, 기타 연주: 96
- Spring Comes Around -In Like a Lion-（Sota Fujimori Rmx by wac） - Sota Fujimori(후지모리 소타) first album 'SYNTHESIZED'수록곡

### GuitarFreaks&DrumMania
- Little Prayer (도키 아사코)
- 繚乱ヒットチャート （ギラギラメガネ団）

### Dance Dance Revolution
- Saturn （Mr.Saturn） - Dance Dance Revolution SuperNOVA2
- Votum stellarum -forest #25 DDR RMX-（iconoclasm） - Dance Dance Revolution SuperNOVA2 (곡구성을 DDR용으로 재편곡한, pop'n music판과는 다른 게임 버전.)

### ee'MALL
- ペパーミントは私の敵 (조반 유) - pop'n music, GuitarFreaks, DrumMania용 곡. 후에 AC판 Pop'n Music14 FEVER!와 GuitarFreaks·Drummania V3 이후에 각각 통상 해금되어 PS2판 GuitarFreaks·DrumMania MASTERPIECE GOLD, Pop'n Music 14FEVER!에도 수록.
- mind （Atsu & 祖師ヶ谷トップブリーダーズ） - pop'n music용 곡. PS2판 Pop'n Music10에도 수록되어 AC판 Pop'n Music15 ADVENTURE 이후에 통상 해금되었다.

악곡 가운데 몇 개의 곡은 12별자리를 모티브로 하고 있다.

## 그 외
- 본인의 블로그에 의해 도쿄 야구르트 스와로즈의 팬인 것이 판명되었다.

### 주요 편곡 파트 제공곡
- Homesick Pt.2 & 3(game long ver.)　(ORANGENOISE SHORTCUT) - 작곡：스기모토 기요타카（pop'n music 7에 이식할 때 편곡 담당）
- cobalt（Des-ROW.組スペシアル）- 작곡:Des-ROW
- 男々道(Des-ROW.組）- 작곡:Des-ROW
- dandelion （sotaro） - pop'n music GB곡을 이식할 때 편곡을 담당
- 柳小路のシスター（Shine All Stars）-작곡:Togo-chef（코러스 참가）{{lang|ja|
- Pop'n Xmas 2004 ～電子ノウタゴエ～ （strawberry barium "s"） - 무라이 사요루, 미기테라 오사무와의 합작（크리스마스악곡의 편곡 메들리）
- MY（니시무라 요시타카와 아라키 요코) 작곡：그랜드 비트（오르간 연주）
- Gradation(The Natural Mahoganies) - 水野敏宏,関口祐人(セキー),Yum!Yum!ORANGE의 이치로, 테츠의 남자 아이언(자신이 사용하고 있는 신용카드의 회사의 사원), akino와의 합작
- High School Love ([니시무라 요시타카|DJ YOSHITAKA]] feat. DWP) - 작곡：DJ YOSHITAKA（피아노 연주）
- 麻雀格闘倶楽部特別接続曲（麻雀格闘倶楽部）- 세노 가즈히로,Y.T., 나카무라 고조, Tatsh, TOMOSUKE와의 합작

### Remix 특전곡
- Tangeline ～philosophical mix～（wacとか） - 가정용 pop'n music 9 특별판 구입 특전 CD V-RARE SOUND TRACK 7수록곡.Tangeline의 어레인지.
- ポップミュージック続論 （ギラギラメガネ楽団 feat. MAKI）- 가정용 pop'n music 13 카니발 특별판구입 특전 CD V-RARE SOUND TRACK 15수록곡.팝 뮤직론의 별어레인지.
- Votum stellarum -forest #25 RMX- (iconoclasm) - dj TAKA first album milestone수록곡.Votum stellarum의 REMIX.
- A -少年A-（少年ラジオ） - dj TAKA first album milestone수록곡.또 beatmania IIDX 15 DJ TROOPERS」에 수록되었다.
- 踊るフィーバーロボ （Long ver） （ダニエル&eimyとよしくん）－ 가정용 pop'n music 14 FEVER! 특별판구입 특전 CD V-RARE SOUND TRACK 16 수록곡.같은 곡의 롱 버전.
- PreDAWN -wac relying on 호리사와 마이코（wac）- L.E.D. first album 「전인 K」 수록곡.
- Spring Comes Around -In Like a Lion-（wac）- Sota Fujimori first album 「SYNTHESIZED」수록곡.